# Hiekeianus tuberculatus
Hiekeianus tuberculatus är en skalbaggsart som beskrevs av S. Endrödi 1978. Hiekeianus tuberculatus ingår i släktet Hiekeianus och familjen Dynastidae. Inga underarter finns listade i Catalogue of Life.